# Prospektiv (Grammatik)
Der (oder das) Prospektiv (von lat. prospicere „in die Ferne schauen, vorhersehen“) ist in der Grammatik eine Kategorie des Verbs, meist eine Hilfsverbkonstruktion, die relativ zu einem gegebenen Zeitpunkt ein dazu zukünftiges Ereignis angibt. Die Bedeutung ähnelt also dem Futur, es handelt sich aber nicht, wie beim Futur, um ein Tempus, sondern um einen Aspekt bzw. ein Relativtempus. Das bedeutet, dass die prospektive Aussage wiederum mit einem Tempus versehen wird. Im Ergebnis wird eine Beziehung zwischen Betrachtzeit und späterem Ereignis ausgedrückt, die als ganze in der Gegenwart oder in der Vergangenheit verankert werden kann. Für den auffälligen Untertyp der Verankerung in der Vergangenheit ist auch die Bezeichnung Futurum praeteriti geprägt worden („Futur des Präteritums; Zukunft in der Vergangenheit“).
Ein Prospektiv in diesem Sinn sind deutsche Konstruktionen mit sollte oder würde, die von einem vergangenen Zeitpunkt als Betrachtzeit ausgehen. Beispiel: „Kolumbus glaubte (damals), er hätte die Ostküste Indiens erreicht. Das sollte sich aber (später) als Irrtum erweisen.“ Prospektiv-Konstruktionen im Englischen sind: „She is going to do something / She was going to do something...“.
Neben der aspektuellen Kategorie des Prospektivs im engeren Sinn wird der Ausdruck „prospektiv“ in der Sprachwissenschaft aber auch für andersartige Bedeutungen verwendet, wo es um einen Bezug auf Zukünftiges geht, zum Beispiel für die zukunftsgerichtete Bedeutung der perfektiven Verbform im Russischen oder für den sogenannten Konjunktiv der Erwartung im Altgriechischen.

## Prospektiv als Relativtempus
In erster Annäherung kann der Prospektiv als eine Kategorie aufgefasst werden, die spiegelbildlich zum Perfekt ist (wenngleich die beiden sich nicht in jeder Hinsicht symmetrisch verhalten). Das Perfekt hat zwar eine Vielzahl von möglichen Bedeutungen, aber in einer Lesart kann es als Relativtempus beschrieben werden: Es betrachtet dann einen Zeitpunkt, zu dem ein Rückblick auf ein schon abgeschlossenes Ereignis erfolgt (das noch relevant ist). In Umkehrung dazu betrachtet der Prospektiv einen Zeitpunkt, zu dem eine Vorausschau auf ein bevorstehendes Ereignis erfolgt (das schon relevant ist).

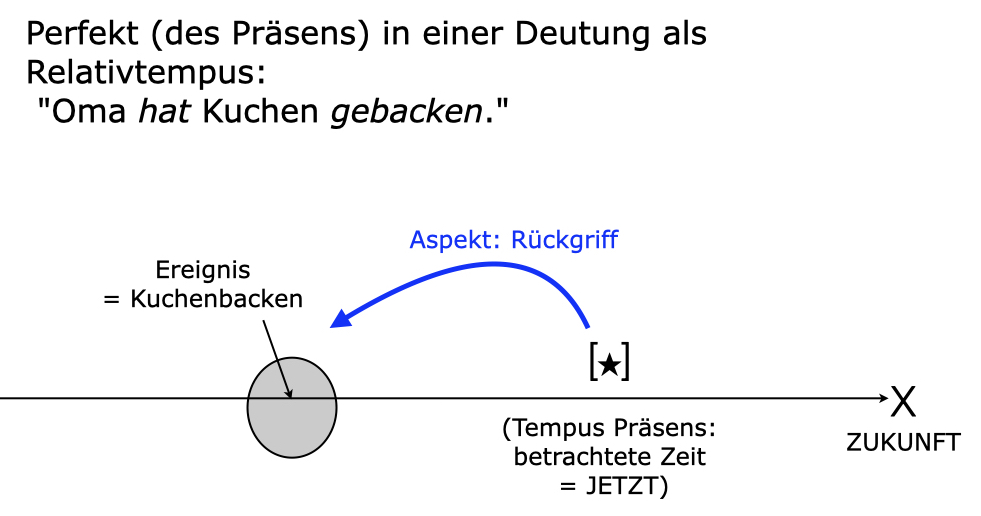
Präsens-Perfekt: Zeitlicher Rückgriff aus der Gegenwart (vgl. zum Kontrast die Darstellung des Präteritums in nebenstehender Grafik).
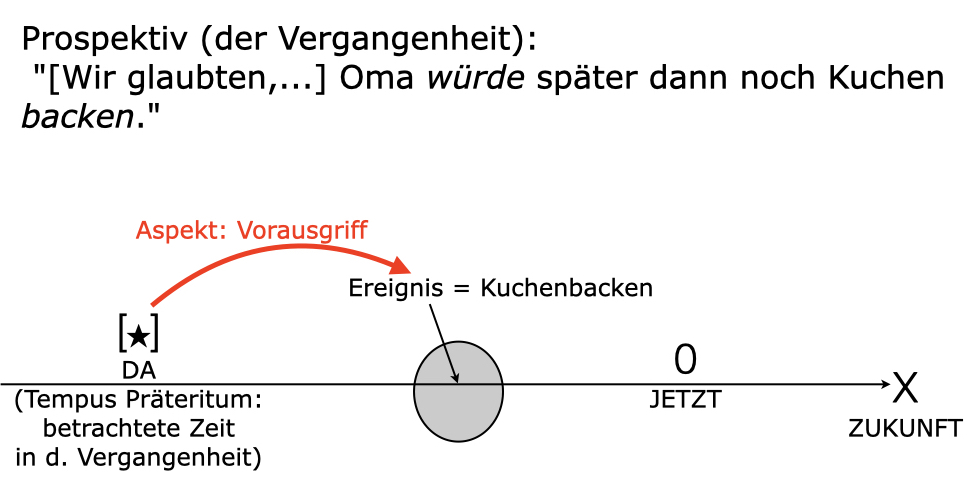
Prospektiv: Zeitlicher Vorgriff aus einer Betrachtzeit der Vergangenheit

Das Perfekt als ein solches Relativtempus kann von der Gegenwart aus auf ein früheres Ereignis zurückgreifen (Präsensperfekt) oder von einer vergangenen Betrachtzeit aus auf eine noch frühere Zeit (Plusquamperfekt). Parallel hierzu kann ein Prospektiv im Prinzip ebenso mit verschiedenen Tempora kombiniert werden, allerdings sind die deutschen sollte / würde-Konstruktionen auf die Vergangenheit beschränkt. Im Englischen und Französischen existieren jedoch Prospektiv-Konstruktionen, die mit Präsens oder einem Vergangenheitstempus verbunden werden können. Der zeitliche Rückgriff des Perfekts kann außerdem auch an einem zukünftigen Zeitpunkt verankert werden (Futur exakt); der entsprechende Fall ist bei der Prospektivkonstruktion deutlich seltener, aber im Prinzip auch möglich. Diese verschiedenen Möglichkeiten werden im nächsten Abschnitt genauer dargestellt.

## Beispiele in anderen Sprachen

### Englisch und Französisch
Die Prospektivkonstruktionen des Englischen und Französischen sind in vieler Hinsicht parallel. Beide beruhen auf einem Gebrauch des Verbs für „gehen“ (engl. go, frz. aller) als Hilfsverb. Dieses Hilfsverb wird stets in einem imperfektiven Aspekt verwendet, also im Englischen in der Verlaufsform (continuous form), im Französischen für die Vergangenheit im Imparfait. Ein Unterschied ist, dass das Englische das zukünftige Ereignis mit der Präposition to einführt, also wie ein metaphorisches Ziel einer Bewegung, wogegen das französische Hilfsverb sich mit dem bloßen Infinitiv verbindet, also eine engere Verbindung bildet.
- Englisch:

go → Verlaufsform be going
Präsens: He is going to make a cake „Er wird / will einen Kuchen backen“.
Past: He was going to make a cake „Er würde  / wollte dann einen Kuchen backen.“
- Französisch

aller → Präsens (il) va etc., Imperfekt (il) allait (etc.)
Präsens: Il va se réveiller  „Er wird aufwachen“
Imperfekt: Il allait se réveiller „Er würde (dann) aufwachen“
Die Tatsache, dass nur eine unvollendete Aspektform zur Verfügung steht, ist auffällig, da das Französische eine große Zahl an Konjugationsformen des Verbs besitzt, aber alle anderen ausgeschlossen sind: so die einfache Vergangenheit (passé simple, * Il alla se réveiller) und das Futur (* Il ira se réveiller), aber auch der Subjunktiv (subjonctif, * qu'il aille se réveiller) und der Konditional (* Il irait se réveiller). Dies steht im Gegensatz zu umschreibenden Formulierungen für bevorstehende Ereignisse, die diese gesamte Formenreihe durchgängig erlauben, einschließlich des Futurs: Il {était / fut / sera / soit / serait } sur le point de se réveiller (vgl. deutsch etwa: „Er war (etc.) drauf und dran, zu erwachen“).
In beiden Sprachen ist die Bedeutung der Konstruktion mit go bzw. aller gegen das Futur abzugrenzen. Die französische Konstruktion wird als ein „nahes Futur“ bezeichnet, die englische Konstruktion nimmt mit belebten Subjekten, insbesondere der 1. Person, eine Bedeutungsnuance von Absicht an. Bei unbelebten Subjekten kann die Interpretation sein, dass die Betrachtzeit bereits Anzeichen eines kommenden Ereignisses enthält. Zum Beispiel erschließt man aus dem Satz: The ladder is going to fall („Die Leiter fällt gleich um!“), dass sie bereits jetzt nicht stabil steht.

### Bulgarisch
Das Bulgarische besitzt ein außerordentlich reiches Inventar an Verbformen. Darunter findet sich eine Konstruktion, die ein Verb mit der ursprünglichen Bedeutung „wollen“ (šta) als Prospektiv-Hilfsverb verwendet. Dieses Hilfsverb erscheint wiederum im Imperfekt (markiert als IPF) (einer Form für nicht abgeschlossene Vergangenheit), welches an einen zusätzlich als imperfektiv (IMPFV) markierten Verbstamm tritt.
```
Той чакаше         пред сградата,  където щеше           по-късно да работи.

Toj čakaše         pred sgradata,  kădeto šteše          po-kăsno da raboti.

er wartete.
impfv.ipf
 vor  Gebäude.
def
  wo     wollte.
impfv.ipf
 später    
ptc
 arbeitet
„Er wartete vor dem Gebäude, wo er später arbeiten würde/sollte.“
```

Die Beschränkung auf Imperfekt-Formen des Hilfsverbs motiviert die übliche Bezeichnung Futurum praeteriti für diese Form. Die prospektive Konstruktion erscheint jedoch weniger grammatikalisiert als die anderen Zeitformen des Bulgarischen, insbesondere dient eine aus šta abgeleitete unveränderliche Form šte als Markierung des Futurtempus, wogegen šta als prospektives Hilfsverb Konjugationsformen besitzt.
Der Befund, dass der Prospektiv weniger grammatikalisiert ist als andere Zeitformen, ist auch für andere Sprachen festgestellt worden.

### Maltesisch
Die semitische Sprache Maltesisch besitzt eine Partikel sa zum Ausdruck des Prospektivs. Hier findet sich nun auch der seltene Fall, dass ein Prospektiv (unten als PROSP markiert) am Futur verankert sein kann. Er bezeichnet dann ein Ereignis, das einer zukünftigen Betrachtzeit nachfolgt:
```
Jien in-kun sa   n-ibda          meta t-asl-u        ghada

 ich 1
sg-fut
 
prosp
 1
sg
-anfangen:
ipfv
  wenn 2-kommen:
ipfv-pl
 morgen
```

```
„Ich werde dann bald anfangen, wenn du morgen kommst.“
(Englische Wiedergabe in der Quelle: „I will be about to start when you come tomorrow“)
```